# South West Peninsula League
South West Peninsula League là một giải đấu bóng đá Anh, thành lập năm 2007 từ sự hợp nhất của Devon County League và South Western League. Giải đấu dành cho các câu lạc bộ ở Cornwall và Devon.
Giải đấu bao gồm hạng đấu Premier Division có tối đa 20 đội, nằm ở Bậc 6 của National League System, và 2 hạng đấu ở Bậc 7 là Division One West và Division One East. Mỗi đội ở hai hạng đấu của Division One có thể thăng hạng và 2 đội cuối bảng của Premier Division có thể bị xuống hạng. Một đội của Premier Division có thể lên chơi ở Western League Premier Division, với việc đội Buckland Athletic thăng hạng sau khi giành chức Á quân năm 2012.
Các giải đấu góp đội cho Division One West gồm Cornwall Combination, East Cornwall và cho Division One East gồm South Devon và Devon & Exeter Leagues. North Devon League và Plymouth & West Devon Combination là những giải đấu góp đội chính thức, tuy nhiên chưa có câu lạc bộ nào lên chơi ở South West Peninsula League.
Tài trợ chính của giải đấu là Carlsberg. Giải League Cup được tài trợ bởi Walter C Parson Funeral Directors nên có tên là The Walter C Parson Cup.

## Nhà vô địch
| Mùa giải | Premier Division  | Division One West  | Division One East    |
| -------- | ----------------- | ------------------ | -------------------- |
| 2007–08  | Bodmin Town       | Wadebridge Town    | Budleigh Salterton   |
| 2008–09  | Bodmin Town       | Penzance           | Exeter Civil Service |
| 2009–10  | Buckland Athletic | Perranporth        | Royal Marines        |
| 2010–11  | Buckland Athletic | Camelford          | Liverton United      |
| 2011–12  | Bodmin Town       | Newquay            | Liverton United      |
| 2012–13  | Bodmin Town       | Godolphin Atlantic | Exmouth Town         |
| 2013–14  | Plymouth Parkway  | Callington Town    | Stoke Gabriel        |
| 2014–15  | St Austell        | Helston Athletic   | Tavistock            |

## Walter C Parson Cup Winners (trước đây là Throgmorton Cup)
- 2007–08 – Bodmin Town
- 2008–09 – Bodmin Town
- 2009–10 – Buckland Athletic
- 2010–11 – Plymouth Parkway
- 2011–12 – Bodmin Town – đánh bại Buckland Athletic 6–5 trên chấm phạt đền (0–0 sau hiệp phụ)
- 2012–13 – Bodmin Town
- 2013–14 – Plymouth Parkway
- 2014–15 – Godolphin Atlantic

## Các Câu lạc bộ
Các đội bóng thành viên của ba hạng đấu mùa giải 2015–16 bao gồm:
| Premier Division - Bodmin Town - Callington Town - Camelford - Cullompton Rangers - Elburton Villa - Exmouth Town - Falmouth Town - Godolphin Atlantic - Helston Athletic - Ivybridge Town - Launceston - Newquay - Plymouth Parkway - Stoke Gabriel - St Austell - St Blazey - Saltash United - Tavistock - Torpoint Athletic - Witheridge | Division One East - Alphington - Appledore - Axminster Town - Bovey Tracey - Brixham - Budleigh Salterton - Crediton United - Exeter University - Exwick Villa - Galmpton United - Liverton United - Newton Abbot Spurs - Okehampton Argyle - Sidmouth Town - St Martins - Teignmouth - Tiverton Town Dự bị - Totnes & Dartington | Division One West - Bude Town - Dobwalls - Holsworthy - Illogan RBL - Liskeard Athletic - Millbrook - Mousehole - Penryn Athletic - Penzance - Plymouth Argyle Dự bị - Plymstock United - Porthleven - St. Dennis - Sticker - Vospers Oak Villa - Wadebridge Town - Wendron United |